# Kiama

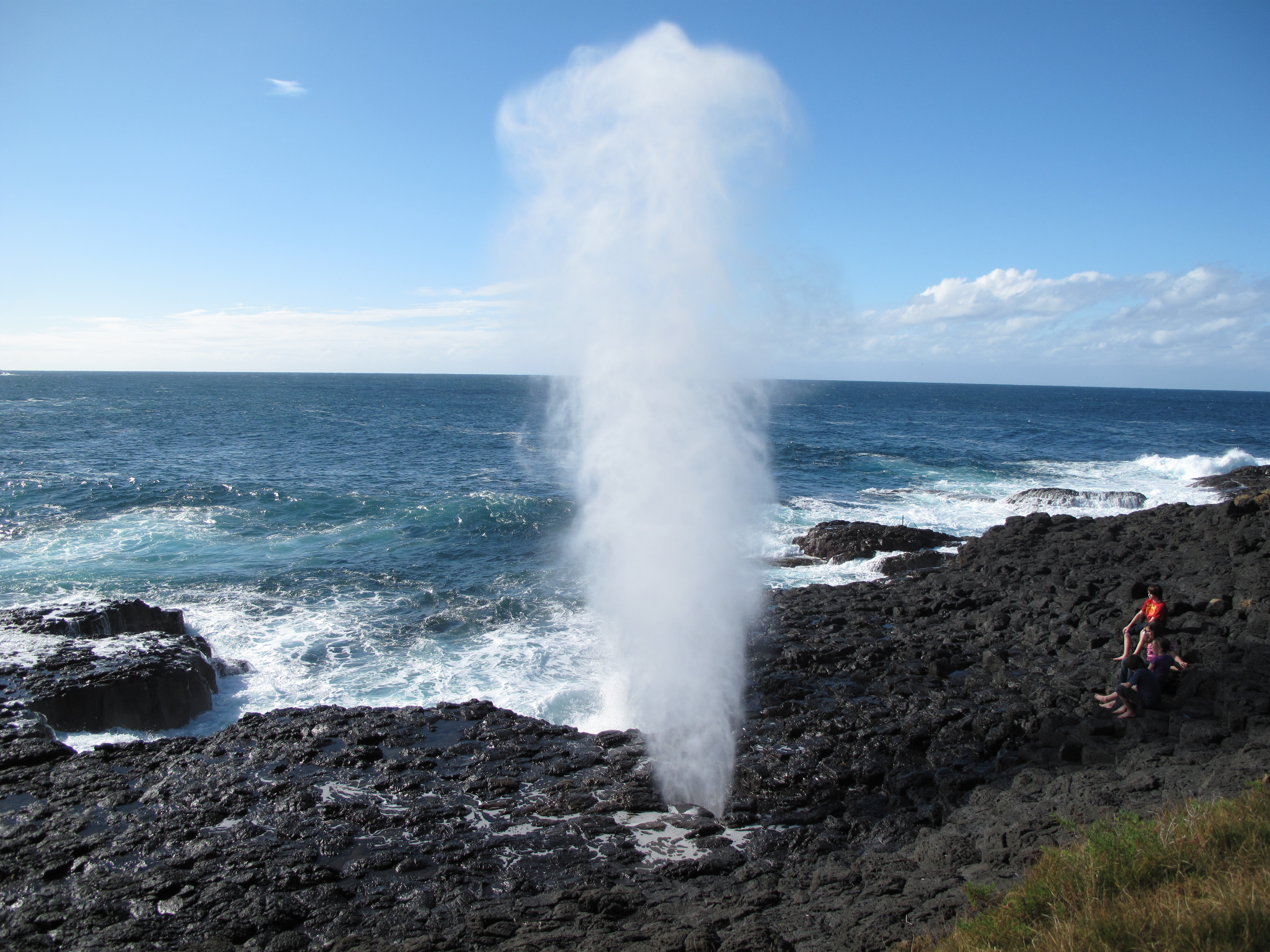
Little Blowhole

Kiama ist eine Stadt am Princes Highway in der Region Illawarra 120 km südlich von Sydney, New South Wales, Australien. Sie ist Sitz des gleichnamigen Verwaltungsgebiets (LGA) Municipality of Kiama und hatte bei der letzten Volkszählung im Jahr 2021 insgesamt 14.761 Einwohner. Kiama ist die erste ländlich geprägt Stadt südlich der Metropolregion Sydney. Wegen des bekannten Kiama Blowhole und der beliebten Strände kommen von dort zahlreiche Tagesausflügler.

## Geschichte
Der Ort Kiama befindet sich an einer Stelle, an der sich zwei starke Lavaströme, genannt die Gerringong Volcanics, überlagern. Sie stammten aus dem über 600 m hohen Saddleback Mountain, heute ein kollabierter Vulkanschlot. Das Kiama Blowhole entstand durch Erosionsprozesse an diesem jüngeren Gestein aus Säulenbasalt und Latit.
Lange bevor die ersten Europäer in diese Gegend kamen, lebten Aborigines vom Stamm der Tharawal in dieser Gegend. Funde von weggeworfenen Muschelschalen in der Nähe des Bass Point belegen, dass hier seit mehr als 17.000 Jahren Menschen gelebt haben. Während dieser Zeit war die ganze Küstenregion bedeckt von Feuchtwäldern und Zederndickicht. Es gibt Hinweise auf eine blühende Kultur, mit aufwendig gefertigten Possumumhängen, einem weit entwickelten Lied- und Geschichtszyklus und einem tiefen Verständnis der vielen Pflanzen des Regenwaldes. Heute existiert der Regenwald nur noch in einigen Taschen entlang der Illawarra-Abbruchkante wie zum Beispiel im Minnamurra Rainforest Centre.
Mit George Bass passierte am 6. Dezember 1797 der erste Europäer dieses Gebiet. Auf seiner Entdeckungsreise zur Bass-Straße ankerte er hier und bemerkte die Schönheit und Vielfalt dieser Gegend und war erstaunt, als er zum ersten Mal das Kiama Blowhole sah.
Etwa 15 Jahre später, um 1810, kamen die sogenannten Cedar getters, ein gewalttätiger Haufen aus Sträflingen, Ex-Sträflingen und Geflohenen, in die Gegend um hier die Australische Rotzeder, bekannt für ihr widerstandsfähiges und langlebiges Holz, einzuschlagen. In der folgenden Zeit wurde Kiama, neben Gerringong und Shellharbour zu einem der wichtigsten Häfen für den Zedernhandel mit Sydney. Laut Surveyor-General John Oxley im Jahr 1826 kamen 90 % des Zedernholzes, das in Sydney umgeschlagen wurde, aus diesem Gebiet.
Mit David Smith kam dann der erste Siedler nach Kiama. Der Säger ließ sich hier 1821 nieder und errichtete, nachdem er 1831 Land zugewiesen bekommen hatte, ein Jahr später das erste feste Gebäude, welches sechs Jahre später auch zum ersten Hotel, genannt das Gum Tree Inn, der Stadt wurde. Die offizielle Ernennung zur Stadt war im Jahr 1839.
Nach der Abholzung des Regenwaldes wurde Kiama zu einem der ersten Zentren der Milchwirtschaft in Australien. 1880 wurde von hier Butter direkt nach England exportiert. Der zweite wichtige Wirtschaftszweig waren die Steinbrüche. Hier wurde der Basalt abgebaut, der bei den beiden Vulkanausbrüchen, vor 240 Millionen und 66 Millionen Jahren entstand und für die wachsende Kolonie einen wichtigen Rohstoff darstellte. So wurde der Basalt für den Straßenbau und für das Gleisbett der Eisenbahnen benötigt. Der erste Steinbruch öffnete 1855 und mit der Eröffnung des Hafens von Kiama konnten 1883 über 400 Tonnen pro Tag, mit der eigens dafür eingerichteten Stone fleet, in die Hauptstadt transportiert werden.
Kiama Light der Leuchtturm am Blowhole Point in der Nähe des berühmten Blowholes wurde 1887 errichtet.

## Klima
Kiama hat ein Seeklima (Effektive Klimaklassifikation Cfb) typisch für das mittlere und südliche New South Wales, mit warmen Sommern und milden Wintern. Niederschlag ist gleichmäßig über das ganze Jahr verteilt, wobei die feuchtesten Monaten im Herbst, die trockensten im Frühjahr liegen.
|                       | Jan   | Feb   | Mär   | Apr   | Mai   | Jun   | Jul  | Aug  | Sep  | Okt  | Nov  | Dez  |   |         |
| Mittl. Tagesmax. (°C) | 27,2  | 25,2  | 24,3  | 22,3  | 20,1  | 17,7  | 16,9 | 18,2 | 20,0 | 21,8 | 22,4 | 24,3 | ⌀ | 21,7    |
| Mittl. Tagesmin. (°C) | 17,5  | 17,8  | 16,5  | 13,8  | 11,9  | 9,4   | 8,5  | 8,9  | 10,7 | 12,4 | 14,0 | 16,3 | ⌀ | 13,1    |
|                       |       |       |       |       |       |       |      |      |      |      |      |      |   |         |
| Niederschlag (mm)     | 108,6 | 120,2 | 143,1 | 130,7 | 119,6 | 122,9 | 88,3 | 81,4 | 73,9 | 87,0 | 89,5 | 92,4 | Σ | 1.257,6 |
|                       |       |       |       |       |       |       |      |      |      |      |      |      |   |         |
| Sonnenstunden (h/d)   | 9,1   | 8,5   | 7,8   | 6,7   | 6,2   | 5,8   | 5,2  | 6,6  | 7,4  | 8,1  | 8,7  | 9,1  | ⌀ | 7,4     |
|                       |       |       |       |       |       |       |      |      |      |      |      |      |   |         |
| Regentage (d)         | 9,1   | 9,1   | 9,8   | 8,7   | 8,0   | 7,8   | 6,7  | 6,6  | 7,0  | 8,1  | 8,7  | 8,4  | Σ | 98      |

| 17,5 |

| 17,8 |

| 16,5 |

| 13,8 |

| 11,9 |

| 9,4 |

| 8,5 |

| 8,9 |

| 10,7 |

| 12,4 |

| 14,0 |

| 16,3 |

| 17,5 |

| 17,8 |

| 16,5 |

| 13,8 |

| 11,9 |

| 9,4 |

| 8,5 |

| 8,9 |

| 10,7 |

| 12,4 |

| 14,0 |

| 16,3 |

## Söhne und Töchter der Stadt
- Marie Bignold (1927–2018), Rechtsanwältin und Politikerin
- Charmian Clift (1923–1969), Schriftstellerin und Essayistin
- George Fuller (1861–1940), ehemaliger Premierminister von New South Wales
- Joseph Carruthers (1857–1932), Politiker
- Orry George Kelly (1897–1964), preisgekrönter Kostümbildner
- Kye Rowles (* 1998), Fußballspieler